# 上海大学
上海大学（英語：Shanghai University），简称上大，是上海市属、中国"双一流"、“211工程”重点建设的综合性大学，是中国教育部与上海市人民政府共建高校，上海市首批高水平地方高校建设试点，教育部一流学科建设高校。
上海大学是拥有国家试点学院的17所高校之一，是教育部实施“卓越工程师教育培养计划”的首批高校之一，是中宣部、教育部实施“卓越新闻传播人才教育培养计划”的高校之一。钱伟长学院入选教育部首批“三全育人”综合改革试点院（系）单位。现有宝山、嘉定、延长三个校区。现设有30个学院和1个校管系。设有94个本科专业，28个一级学科博士学位授权点、8个交叉学科博士点， 45个一级学科硕士学位授权点（含一级学科博士学位授权点）、1个二级学科硕士学位授权点（一级学科未覆盖）、22个硕士专业学位类别，20个博士后科研流动站。
上海大学的历史可以追溯到1922年，当时是中国共产党领导下的革命大学，首任校长于右任，教务长瞿秋白。五年后年被南京国民政府关闭。关闭56年后，1983年上海大学复校。1994年5月27日，上海工业大学、上海科学技术大学、原上海大学和上海科技高等专科学校组建为新的上海大学。1994－2010年，钱伟长任校长，首次在中国引进"三学期制"。
上海大学本科教学采用“博雅教育”模式，开设了类似于东京大学教养学部的社区学院。本科新生第一年按理学工学类，人文社科类，经济管理类进行大类培养。上海大学在国际三大检索（SCI、EI、CPCI-S）收录的学术论文数分别位于全国高校49、43、28位。另外上海大學還有自己的基礎教育集團。

## 校史

### 上海大学（1922－1927）
上海大学是第一次国共合作时期创办的第一所高等学校。上大成立时，正值孙中山于广州蒙难脱险，留驻上海，筹划改组国民党，培养革命人才，对上大甚为关注；他希望上大办成“以贯彻吾党之主张，而尽言论之职责”的革命学校。创办不久后，中共完全控制了上海大学，被称为：中共第一学府。上大师生积极参加爱国运动，是五卅运动、北伐战争和上海工人三次武装起义的骨干力量。四一二事件发生后，南京国民政府认定“上海大学是赤色大本营”，遂关闭上海大学。上大因其历史功绩和地位，闻名全国，被誉为“五四运动有北大，大革命时期有上大”、“北有北大，南有上大”、“武有黄埔，文有上大”。

### 合并前的各学校（1958年－1994年）

#### 原上海大学
1983年，中国政府复校上海大学，下设文学院、国际商学院、美术学院、工学院和法学院，由华东师范大学分校、复旦大学分校、上海科学技术大学分部、上海机院分院、上海外国语学院分院等校组建。

#### 上海科学技术大学
1958年，由中国科学院与上海市共同创建上海科学技术大学，首任校长是上海分院院长周仁，各系系主任由相关学科领域的中科院在沪研究所所长兼任。

#### 上海工业大学
1960年，上海工业大学前身上海工学院创立。

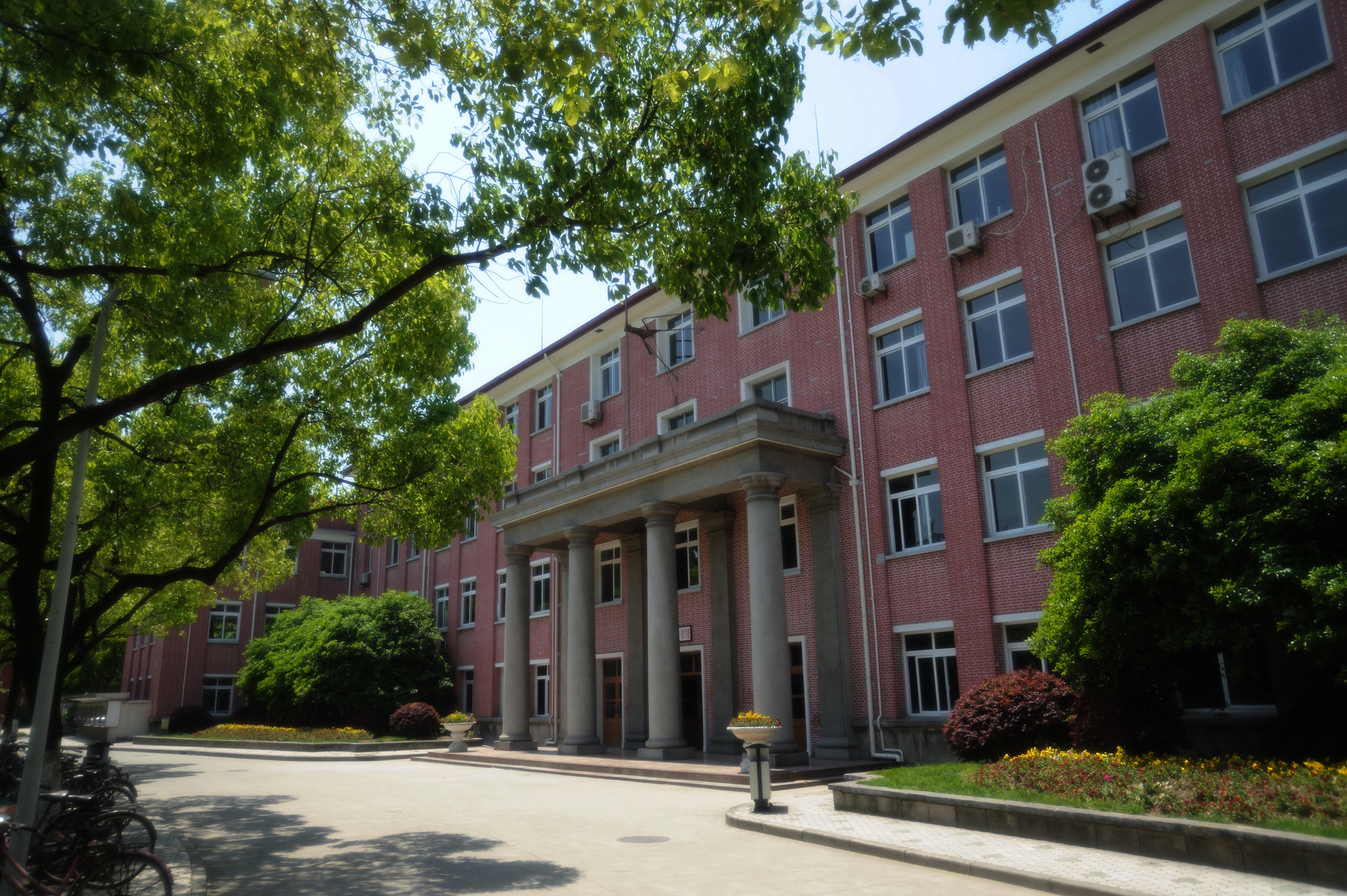
上海工业大学一教

1972年，上海工学院和中国机械部所属上海机械学院（现上海理工大学）合并。
1979年，上海工学院从上海机械学院分离，改名为上海工业大学。
1983年，钱伟长调任至上海工业大学任校长。
1992年，钱伟长在上海工业大学提倡并实行学分制，此为上海首先采用学分制的高校。

#### 上海科技高等专科学校
1959年，上海科技高等专科学校前身上海第二科技学校创立。
1981年，上海第二科技学校改名为上海科技高等专科学校。

### 合并后的新上海大学（1994年至今）
1994年，上海工业大学、上海科学技术大学、原上海大学、上海科技高等专科学校组建成立新上海大学，时任中共中央总书记、国家主席江泽民为新上海大学题写校名，全国政协副主席钱伟长院士任校长。5月27日，新上海大学正式揭牌。
1997年上海大学被国家部委纳入国家211工程重点建设高校，作为上海市属的高校中唯一的国家重点建设高校，得到上海市人民政府与中央部委的重点共建。同年，12月26日，上海大学新校区奠基启动。校区占地面积1500亩（不含规划待征地），一期工程校舍建筑面积19.2万平方米。后又追加500亩用于建设新世纪大学生村，及若干用地建设南区宿舍。
2003年，上海大学率先通过国家教育部本科教育水平评估并被评为“优秀”；
2005年，法国总理让-皮埃尔·拉法兰访问上海大学，并在伟长楼发表演讲。“中外校长论坛”在上海大学国际会议中心成功举行。同年，原上海法律高等专科学校部分脱离上海大学成立上海政法学院，独立招生，上海大学数码艺术学院成立。
2006年，上海大学与法国等西欧国家合作开设中欧工程学院，在新生中择优转入该学院学习。同年，上海大学东校区开工。规划占地面积427亩（以实测为准），其中，一期建设基地占地面积约300亩，总建筑64840平方米。主要建筑内容：生命环境学院37912平方米；国际工商管理学院17478平方米；学生食堂5550平方米；变电所1400平方米；锅炉房500平方米；其它辅助用房2000平方米。
2007年，原理工基础强化班独立成为上海大学自强学院。
2008年，上大东区一期，商管、环化、生科学院大楼竣工。
2009年，上大被国家部委列入国家建设高水平大学公派研究生项目的高校。
2010年，上海大学被国家部委列入首批卓越工程师计划高校，同年7月30日6时20分，著名科学家、上海大学校长钱伟长教授因病在上海逝世，享年98岁。
2011年，原自强学院正式挂牌为钱伟长学院。
2012年1月7日，上海市人民政府任命罗宏杰为上海大学校长。
2015年7月5日，上海大学上海电影学院成立，其前身为上海大学影视艺术技术学院。现任院长为著名导演陈凯歌，执行院长为何小青教授。
2015年7月10日，上海大学举行教师干部会议，中共上海市委组织部副部长陈皓宣布人事任命：中国工程院院士金东寒出任上海大学校长，该校党委书记罗宏杰卸去兼任的校长一职。
2016年12月11日，上海美术学院在上海大学正式成立，全国文联副主席、中国美术家协会副主席冯远受聘为院长，中外40余位著名艺术家加盟上海美术学院。
2017年9月15日，金东寒同志任上海大学党委书记，免去罗宏杰同志的上海大学党委书记职务；聂清同志任上海大学副校长。
2019年6月1日，成旦红任中共上海大学委员会书记，刘昌胜任中共上海大学委员会副书记、上海大学校长，金东寒不再担任中共上海大学委员会书记、上海大学校长。

## 校区

### 宝山校区（本部）
位于上海市宝山区上大路99号，邮政编码为200444，占地2000余亩。它是根据上海大学校长钱伟长的教育思想和设计理念规划设计的，与延长、嘉定两个校区形成“一体两翼”。它是大部分本科专业和部分研究生专业的学生所在校区。

#### 学生宿舍
- 新世纪大学生村。为上大条件最好的学生宿舍，主要为新生居住。房间基本全部朝南，内部除十一幢外为四室一厅，三室一厅和二室一厅。每个单元都有一个厅与带有热水器的卫生间。2014年全部安装空调。
- 校内学生公寓。在校内的学生宿舍，主要为高年级学生与研究生，留学生居住。房间基本全部朝南，有单独的卫生间。2014年全部安装空调。
- 南区学生公寓。上大南区一期南1至南8楼均为6层；南区二期于06年竣工并投入使用，二期包括南9至南14楼（没有13号楼）以及第五食堂，寝室楼为9-12层带电梯的小高层。寝室分布在走廊两边，每层楼有一到两个盥洗室。2014年全部安装空调，2022年盥洗室加装热水器。

#### 食堂
共有六个食堂，分别为益新、尔美、山明、水秀、吾馨和东区食堂（也有学生称为“留韵”）。其中益新、尔美、山明坐落于校内宿舍区内，水秀在教学区内，吾馨在南区内。六个食堂的第一个字连起来是近似上海话的“一二三四五六”。

#### 建筑
- 行政楼 位于校区东南角最高的建筑，是校领导办公室及教务处所在地。
- 美术学院 位于学校正门左边，是美院学生上课的教学楼。
- A楼～D楼为教学楼，E楼～G楼为实验楼，均含辅楼，分别名为AJ～GJ；A楼～D楼的东侧二楼和西侧三楼有长廊连接，此外楼间西侧有大阶梯上到二楼。
- H楼群（HA楼～HE楼）为训练中心、实验中心等用楼。
- J楼 全部为阶梯教室，其中J202室名为方润华讲堂（简称“方堂”），而楼顶平台则被设计成为罗马广场样式。
- 乐乎新楼 位于学校北门东侧，是学校的宾馆、宴会及会议场所。
- 伟长楼 即学校大礼堂，位于学校东门附近，可用于召开大型的典礼、会议。由徐匡迪题字。
- 艺术中心 位于伟长楼的西北侧，内有音乐教室、钢琴房、多功能厅等，设有乐器培训、管乐队、声乐等课程。
- 游泳馆 位于艺术中心北侧，有大小两个泳池。小泳池面积为12.5米＊25米，水深沿长度方向由南至北逐渐变深，从1.2米到1.8米左右；大泳池面积为25米＊50米，分割成南部的浅水区（水深1.2米）和北部的深水区（水深2米左右），泳池东侧有若干跳台。游泳馆夏天冷水，冬天温水。除游泳课时间，一般都对外开放。
- 体育馆
- 训练馆
- 校医院 位于学校北门西侧，平时体检、门诊、夜间急诊等均设在此
- 博物館[12]

#### 本部东区
本部东区位于宝山校区东侧，土地面积共427亩，现已全部投入使用。

### 延长校区

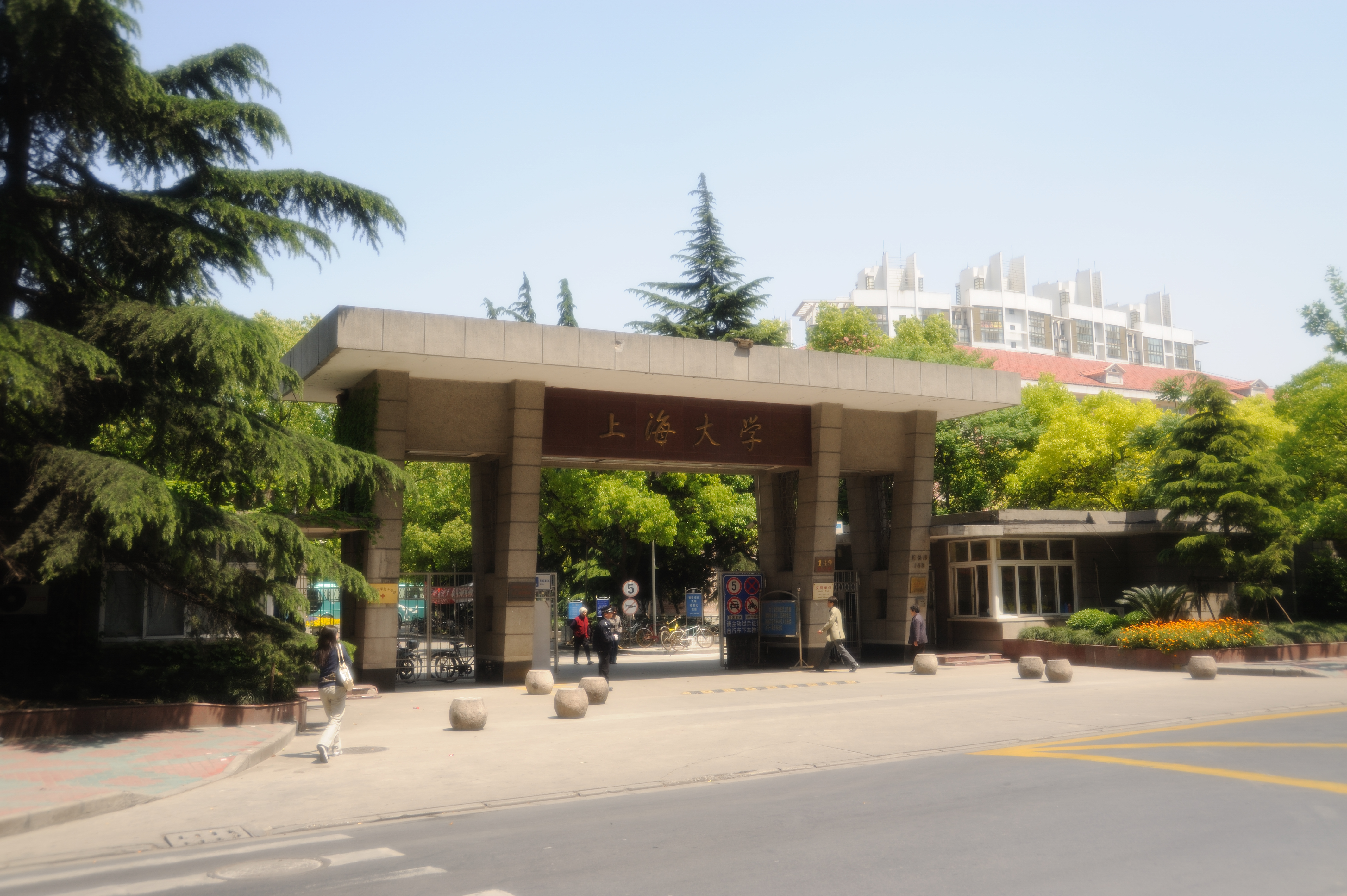
上海大学延长校区

位于静安区延长路149号，邮政编码200072，是上海电影学院与美术学院的本科生和研究生所在校区，主要有数字媒体技术、广播电视编导等专业。

#### 学生宿舍
- 校内宿舍。M1～M8楼为校内宿舍，均为六层，其中M1～M3一般住硕士男生与一些零散男生（如自学考学生），M4和M7住本科男生，M5住本科及硕士女生，M6与M8住博士男生和女生。
- 西部宿舍。西部位于广延路西侧，大院内居住硕士研究生，包括A楼（A1、A2）、B楼（B1、B2）、C楼（C1、C2、C3、C4）和D楼（D1、D2），大院外的W5和W8楼还居住一些本科生。
- 校外宿舍。校外宿舍位于广中路北侧，含G2～G3两幢高11层的楼，楼内有电梯。

#### 食堂
由于延长校区采用集中供热系统，锅炉房、浴室、食堂均在一起。
锅炉房周围共有四个主体建筑，分别设置有如下几个食堂：
- 一食堂 位于锅炉房的东南侧，为延长校区最大的食堂。建设时代较早，内部窗口较多，屋顶挂有风扇。一食堂西部还有小卖部。
- 二食堂 位于锅炉房的东北侧、浴室的正东侧，建设时代较早，内部窗口较多，屋顶挂有风扇。
- 清真食堂 位于一、二食堂中间靠东部的二楼，供应清真食品。
- 三食堂 位于锅炉房的正南侧，建设时代较晚，内部窗口较少，因有空调而在夏冬季节吸引较多学生。
- 三食堂二楼 过去为港澳台学生餐厅，2009年引进沙县小吃，价格较校外沙县小吃便宜一些。
- 教授餐厅 位于三食堂三楼，为上海大学教授专用餐厅。
- 五食堂 位于三食堂的正南侧，建设时代较晚，内部窗口较少，因有空调而在夏冬季节吸引较多学生。
- 五食堂二楼 格局与一楼类似，同样也有空调。
- 梅龙镇餐厅 位于五食堂三楼，为延长校区最高档的餐厅，有时也被租用作联欢会场所。

#### 建筑

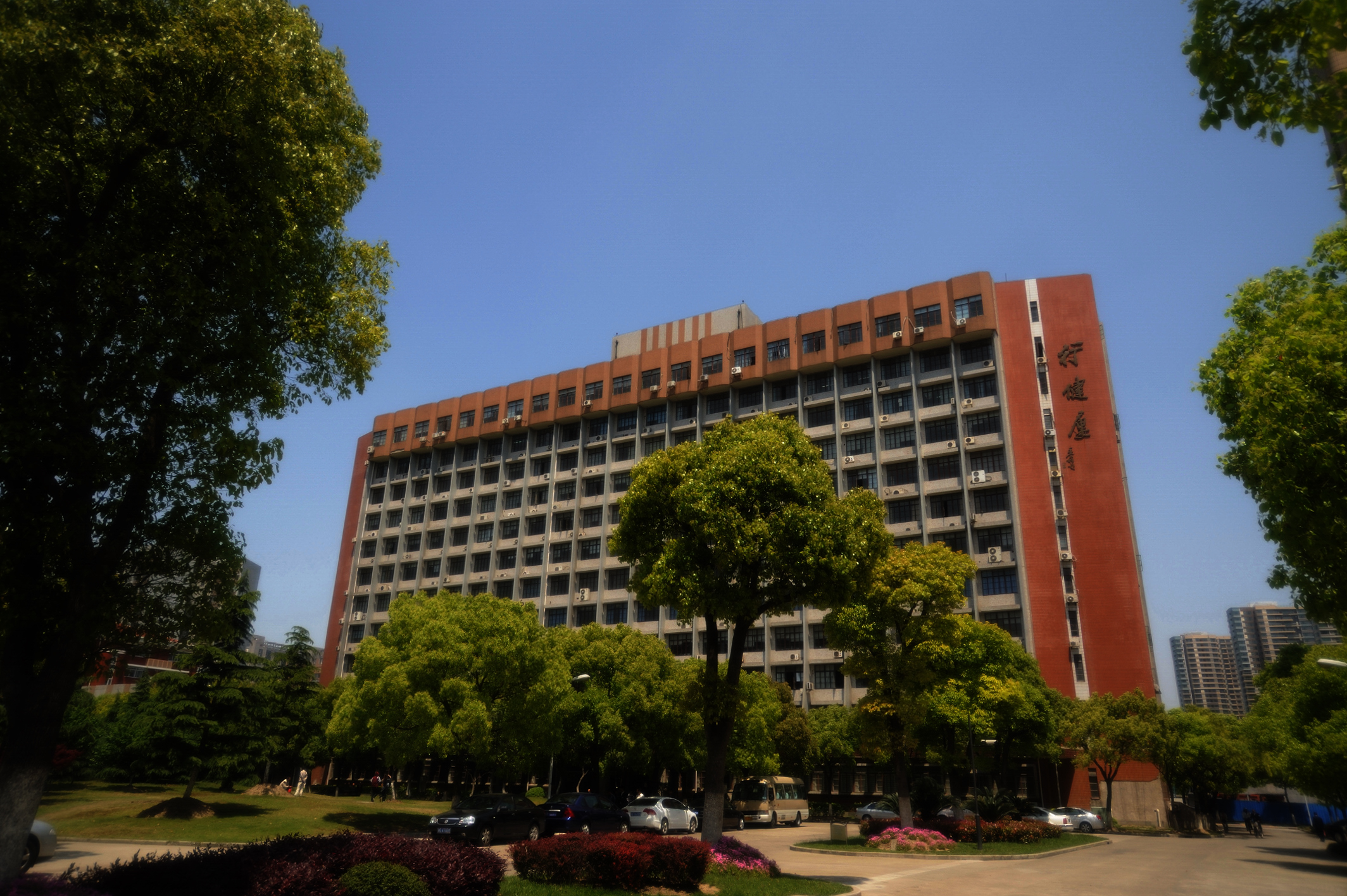
延长校区行健楼

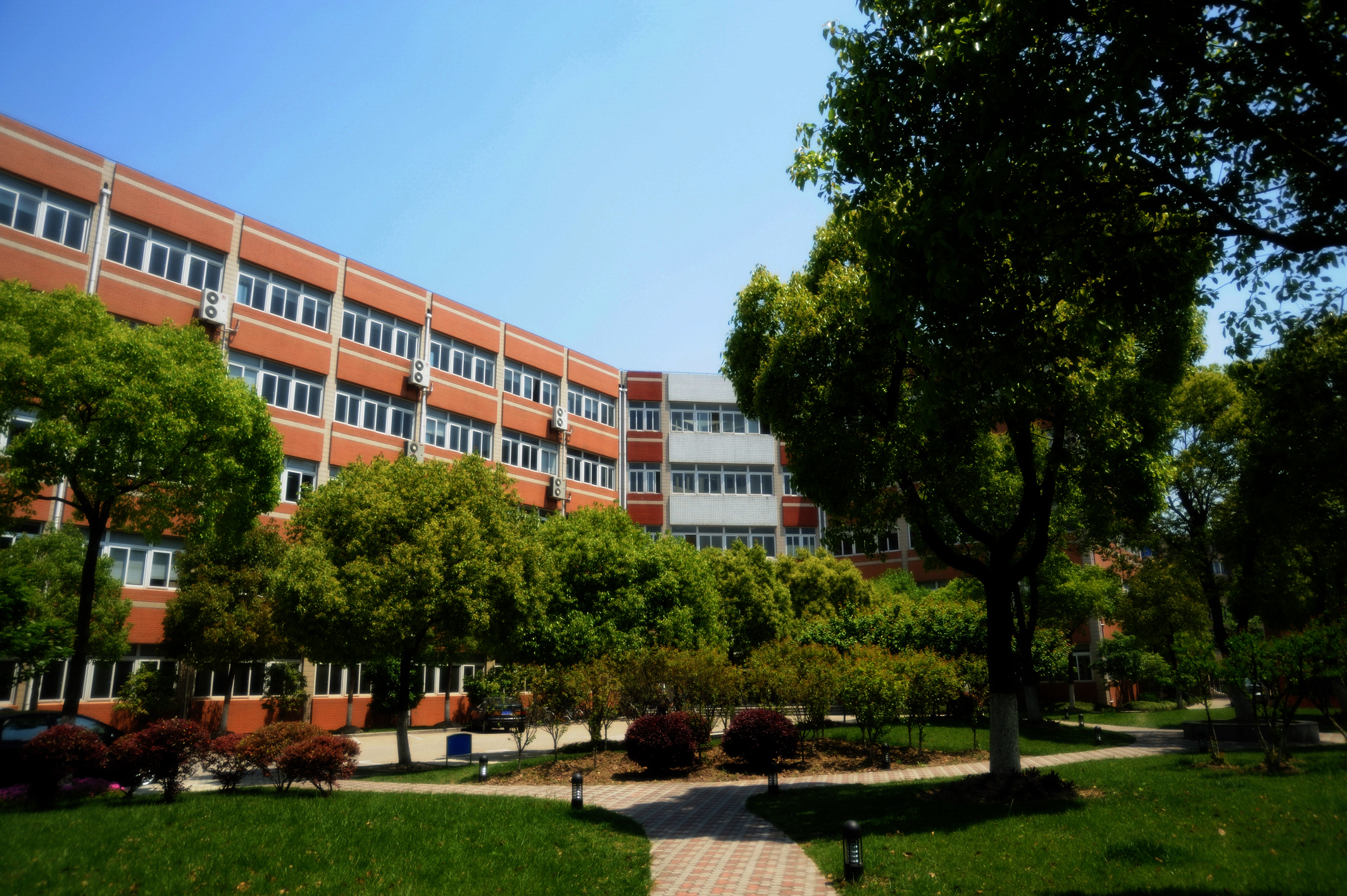
文荟图书馆

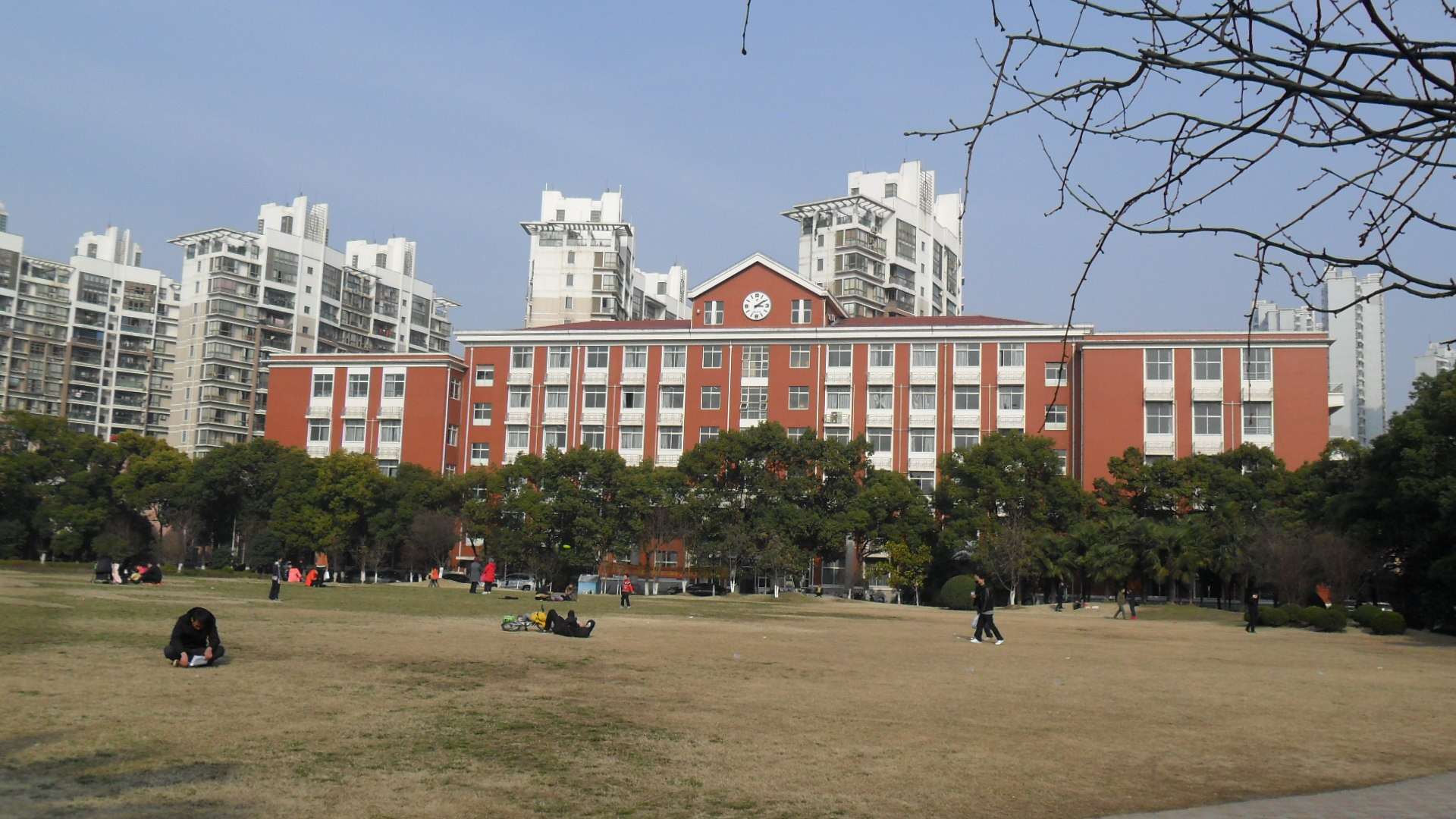
上海大学延长校区第四教学楼

- 行健楼 为延长校区最高建筑，位于校区北侧，高12层，也是延长信息办所在地。
- 日新楼 位于行健楼西南侧，为材料学院所在地。
- 科技楼 位于行健楼东南侧，内有孵化基地。
- 文荟图书馆 位于科技楼南侧，为延长校区唯一的图书馆。
- 轴承楼 位于图书馆南侧，内有机械类实验室。
- 机器人楼 位于轴承楼南侧，内有机器人类实验室。
- 广电平板显示中心 位于机器人楼南侧，于2008年11月28日落成，为上海大学与上广电联合实验室。
- 机电楼 位于广电平板显示中心南侧、大草坪东北侧，为机自学院机电系的办公室、实验室所在地。
- 电机楼 位于第四教学楼南侧、南门旁，为机自学院自动化系的办公室、实验室所在地。
- 自动化楼 位于西部大门处，为机自学院自动化系的实验室所在地。
- 仪表楼 位于自动化楼西侧，为机自学院机电系的实验室所在地。
- 易居房地产研究院 位于自动化楼南侧，为房地产学院办公室所在地。
- 土木工程实验室 位于第三教学楼西侧，内有土木工程系结构力学等实验室。
- 土木工程系 位于仪表楼西南侧，为土木工程系所在地。
- 第一教学楼 位于大草坪西侧，高四层。
- 第二教学楼 位于第一教学楼西侧、第三教学楼南侧，一楼为自动化系的电子实验室，二楼以上为影视学院所在。
- 第三教学楼 位于第一教学楼西侧、第二教学楼北侧，一楼有瑞士钟表中心，二楼为影视学院所有，五楼有大报告厅。
- 第四教学楼 位于机电楼南侧、大草坪东侧，高六层，是一幢较新的教学楼。
- 北大楼 位于大草坪西北侧，为延长校区办公所在地。
- 乐乎楼 位于校区南部、第一教学楼南侧，是学校的宾馆、宴会及会议场所。
- 校医院 位于校区南部、第二教学楼南侧。

### 嘉定校区

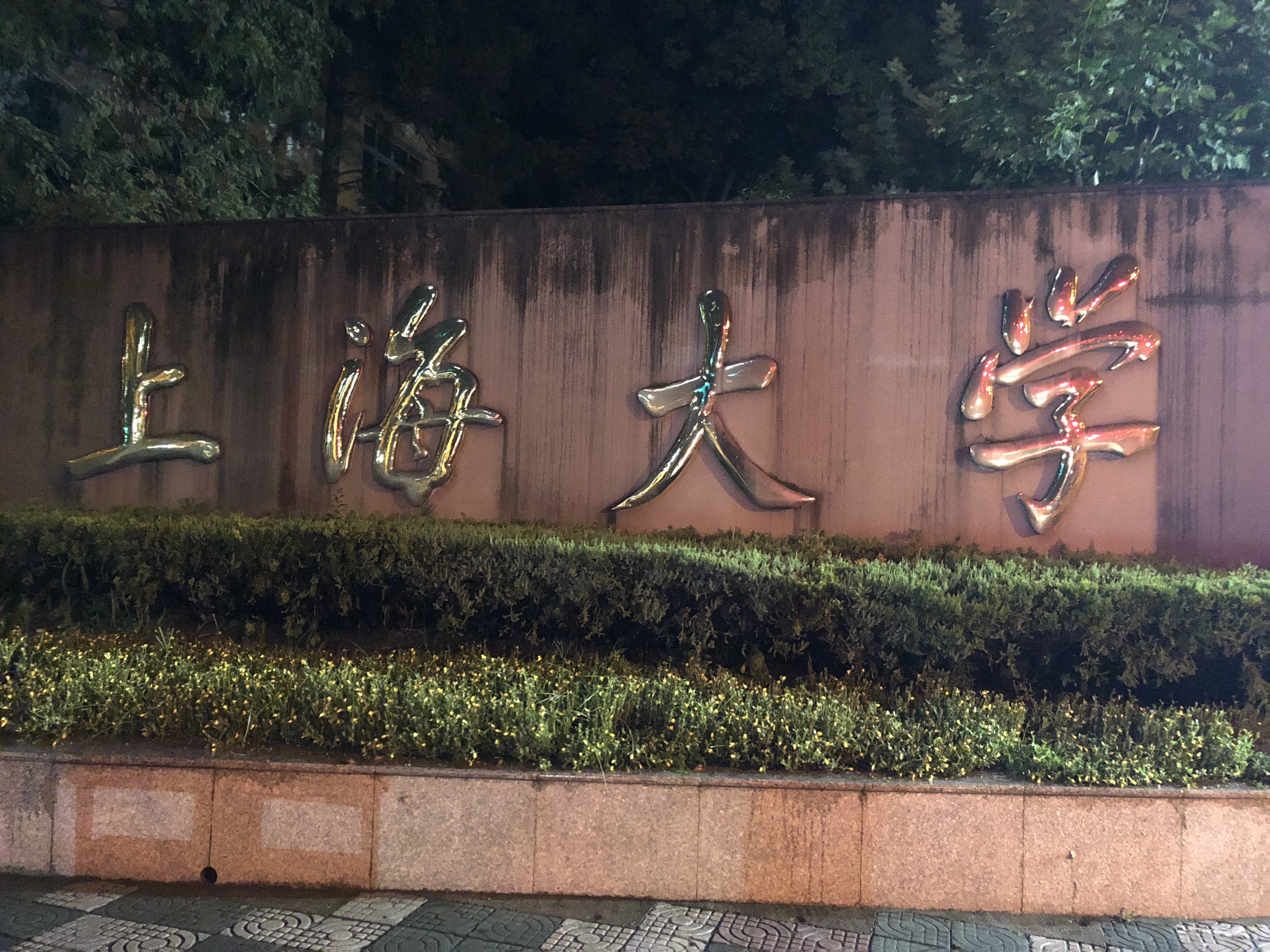
上海大学嘉定校区校牌

位于上海市嘉定区城中路20号，邮政编码：201800。主要为悉尼工商学院（SILC）与微电子学院的学生使用。目前嘉定校区仅有塔城路（北门）和城中路（东门）两个校门开放使用。

## 校徽释义
上海大学的校徽呈白玉兰的形状，为上海市花。花萼为字母“U”形，是大学（University）的意思，右花瓣形如海鸥，又是字母“S”，是上海（Shanghai）的象征。左花瓣为数字“1”，表示上海大学要争创第一的决心。由徐光夫先生设计。

## 学科设置
上海大学学科门类齐全，涵盖哲学、经济学、法学、文学、历史学、理学、工学、管理学、艺术学等学科门类。现设有30个学院和1个校管系。设有94个本科专业，28个一级学科博士学位授权点、8个交叉学科博士点， 45个一级学科硕士学位授权点（含一级学科博士学位授权点）、1个二级学科硕士学位授权点（一级学科未覆盖）、22个硕士专业学位类别，20个博士后科研流动站。拥有国家科技部1个省部共建国家重点实验室，1个国际科技合作基地，1个省部共建国家重点实验室培育基地，1个创新人才培养示范基地；国家发改委1个国家工程实验室（共建）、1个国家工程研究中心南方实验基地（共建）；国家教育部3个重点实验室、2个工程研究中心、1个国际联合实验室、1个科技成果转化和技术转移基地及1个批准备案建设的国别和区域研究中心。1个国家文物局与上海市人民政府共建研究基地、1个国家体育总局体育社会科学重点研究基地、1个国家民政部政策理论研究基地、1个国家语委语言文字推广基地、1个国家文物局文物研究中心以及1个国家禁毒委员会办公室国际禁毒政策中心等67个省部级及以上基地平台。此外，经济学专业是上海大学传统优势专业，获评A+等级，在全国所有设立经济学学科的高校中，位列前5%．2023年上海大学经济学与商学晋ESI全球前1‰。

## 师资力量
上海大学积极实施人才强校战略，初步形成了层次更为清晰、结构更趋合理、具有国际化程度、适应学校发展需要的师资队伍，并已在多数学科领域中形成了若干有特色、有影响、有潜力的学科团队。现有专任教师3419人，其中教授774人、副教授1061人，具有博士学位的教师2562人。现有全职中国科学院院士、中国工程院院士6人，双聘院士13人，中科院外籍院士1人，海外院士19人；国家级中青年领军人才89人，国家级青年人才42人，艺术类人才10人，省部级中青年领军人才221人，省部级青年人才120人。

### 两院院士
- 张统一：材料科学、工程科学和固体力学专家，中国科学院院士
- 刘昌胜：生物材料学家，中国科学院院士
- 徐匡迪：中国冶金界的知名科学家，中国工程院院士
- 周邦新：核燃料及材料学专家，中国工程院院士
- 孙晋良：复合材料专家，中国工程院院士
- 吴明红：环境工程专家，中国工程院院士
- 刘元方（双聘）：无机化学家，放射化学家，中国科学院院士
- 郭爱克（双聘）：神经科学和生物物理专家，中国科学院院士
- 周国治（双聘）：冶金材料及物理化学专家，中国科学院院士
- 周向宇（双聘）：数学家，中国科学院院士
- 方岱宁（双聘）：材料与结构力学专家，中国科学院院士
- 刘玠（双聘）：冶金界自动化及信息工程专家，中国工程院院士
- 刘人怀（双聘）：板壳结构分析与应用专家，中国工程院院士
- 李德毅（双聘）：指挥自动化和人工智能专家，中国工程院院士
- 金翔龙（双聘）：海底科学（海洋地质-地球物理学）专家，中国工程院院士

## 国际交流
上海大学积极推进开放合作，开展了广泛的国际国内交流与合作，中外合作办学稳步发展。目前，学校已与53个国家和地区的242所大学或机构签署校际合作协议，其中包括日本早稻田大学、大阪市立大学、俄罗斯莫斯科大学、德国慕尼黑大学、英国利兹大学、英国女王大学、法国巴黎大学、法国技术大学集团、格勒诺布尔大学、美国纽约大学、康奈尔大学、瑞典查尔摩斯理工大学、澳大利亚阿德莱德大学、悉尼科技大学、加拿大多伦多大学等世界著名大学。与此同时，学校不间断地派遣教师出国进修、考察和学术交流，每年也都有大批国际知名学者来校访问、交流，美国诺贝尔经济学奖获得者爱德华教授、诺贝尔经济学奖获得者“欧元之父”蒙代尔等教授，日本教育家池田大作先后来访；诺贝尔物理奖获得者德国克·冯·克利钦，杨振宁，李政道教授先后被聘为名誉教授；此外，原法国总理让—皮埃尔·拉法兰，加拿大总理克雷蒂安等外国政要先后访问过上海大学。
在校就读的外国留学生2603人，来自于全球149个国家和地区，其中学历生2268人；港澳台学历生64名，交换生8名。学校被教育部评为来华留学示范基地单位、首批高层次国际化人才培养创新实践基地，拥有4个国家外专局“高等学校学科创新引智计划”基地。学校建有4个中外合作办学学院，并已与欧洲、亚洲、非洲等地区的大学合作建立了5所孔子学院。
与澳大利亚悉尼科技大学合办悉尼工商学院，中英双语教学，并对达到一定要求的学生授予中外双学位。
与法国技术大学集团合办中欧工程技术学院，中、英、法语授课，对达到中法双方要求的学生授予中外双学位。
与里斯本大学合办里斯本学院，中、英、葡语授课，并对达到一定要求的学生授予中外双学位。

## 校友
- 徐匡迪：原上海工业大学常务副校长，上海市高教局局长，上海市市委副书记，市长，中国工程院党组书记，院长。
- 王生洪：原复旦大学校长，1965年毕业于上海科学技术大学工程力学系精密机械专业，上海科学技术大学常务副校长。
- 鲍家善：低温物理学专家。原上海科学技术大学物理系教授，名誉系主任，校学术委员会主任。
- 周慕尧：原上海市副市长，上海市人大常委会副主任，党组副书记，1965年毕业于上海科学技术大学理化系核物理专业。
- 尹弘：原中共上海市委副书记，现任河南省省长，1985年毕业于上海工业大学冶金工程系。
- 宗明：上海市副市长，2005年上海大学博士研究生毕业。
- 杨雄里：中国科学院院士，1963年毕业于上海科学技术大学生物系。
- 林国强：中国科学院院士，1964年毕业于上海科学技术大学化学系。
- 郭本瑜：计算数学家，1965年毕业于上海科学技术大学数学系，上海科学技术大学校长。
- 孙晋良：中国工程院院士，1968年毕业于上海科学技术大学化学系有机化学专业。
- 刘人怀：中国工程院院士，暨南大学校长。1986年2月至1991年11月任上海工业大学教授、博士生导师、副校长兼经济管理学院首任院长和预测咨询研究所所长等职。
- 谢宇：美国艺术科学院院士，美国国家科学院院士和台湾中央研究院院士，1982年毕业于上海工业大学冶金工程学系。
- 干勇：中国工程院院士，现任钢铁研究总院院长，1982年于上海工业大学获硕士学位，1987年于钢铁研究总院获博士学位。
- 吴明红：俄罗斯工程院、俄罗斯自然科学院外籍院士，中国工程院院士。1989年毕业于上海科学技术大学化学系。
- 谢晋：1995年起任上海大学影视学院院长，著名电影导演。
- 陈逸飞：中国著名导演、画家；1965年毕业于上海美术专科学校。
- 施大畏：上海中国画院执行院长，国家一级美术师，1986年毕业于上海大学美术学院中国画系。
- 韩硕：上海中国画院画师、副院长、中国美术家协会会员。毕业于上海大学美术学院中国画系。
- 龚方震：曾任上海社科院宗教研究所宗教学研究室主任，中外关系史学会常务理事。1946年毕业于上海大学法学院。
- 胡金豪：上海天文台党委副书记副台长。1975年上海科学技术大学无机材料专业毕业。
- 刘达临：上海大学社会系教授，亚洲性学联合会主席，中华性文化博物馆馆长。
- 葛红兵：中国当代有代表性的新生代学者、作家。
- 和晶：著名电视节目主持人。1998年在上海大学、北京电影学院电影研究中心联合办学的中国电影史专业研究生毕业。
- 陈凯歌：中国著名导演，曾任上海大学首任电影学院院长，現任電影學院名譽院長。
- 冯远：中国文联副主席、中美协副主席，2016年12月起任上海大学上海美术学院院长。
- 黄一孟（2000届）：VeryCD网站创始人，心动公司创始人。
- 郭敬明（2002届）：学生作家，著名作品《幻城》。
- 霍尊（2011届）：原创歌手，歌曲《卷珠帘》。
- 王兴兴：宇树科技CEO。